# Колібрі-пухоніг віхтьохвостий
Колі́брі-пухоні́г віхтьохвостий (Ocreatus underwoodii) — вид серпокрильцеподібних птахів родини колібрієвих (Trochilidae). Мешкає в Андах.

## Опис

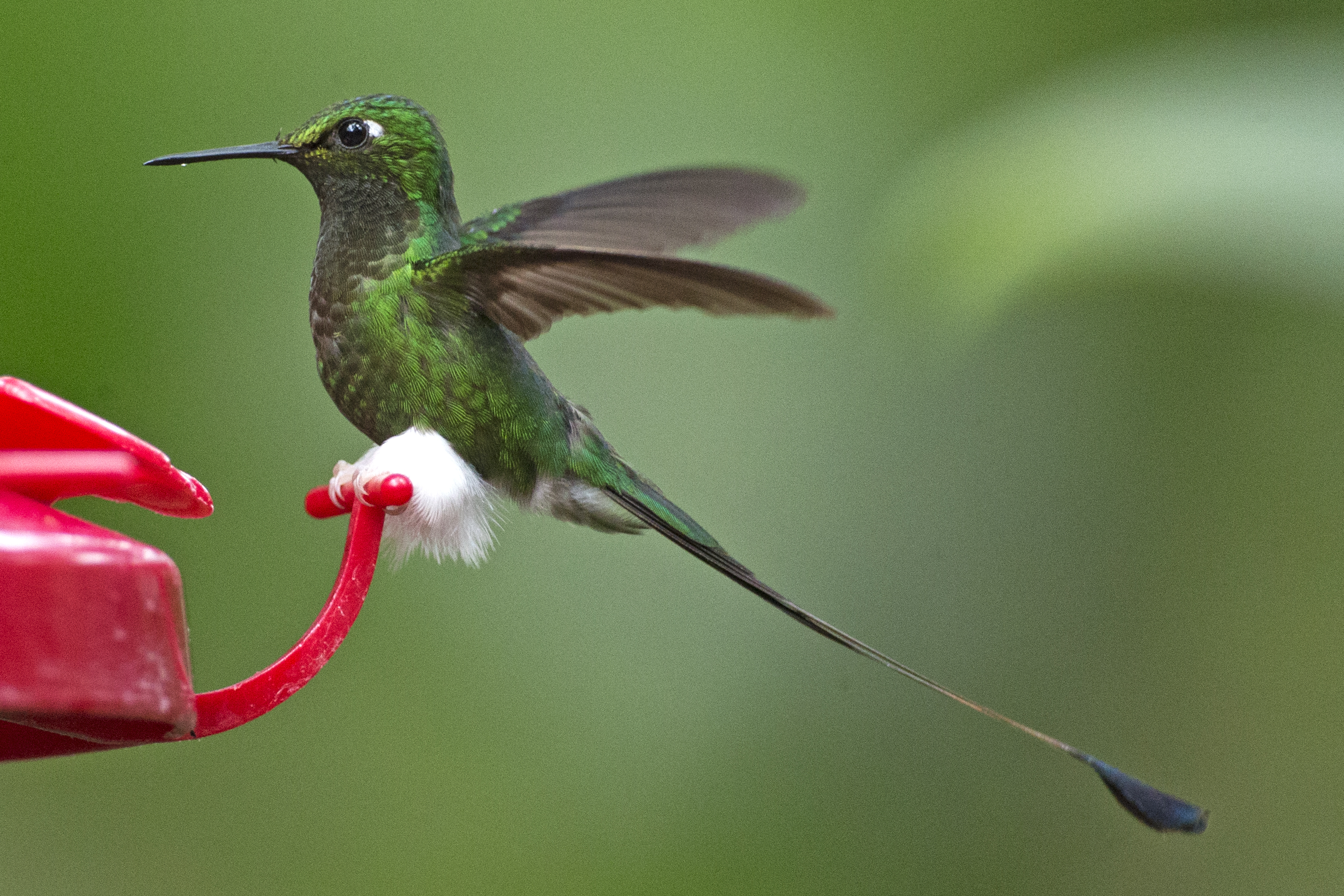
Самець віхтьохвостого колібрі-пухонога

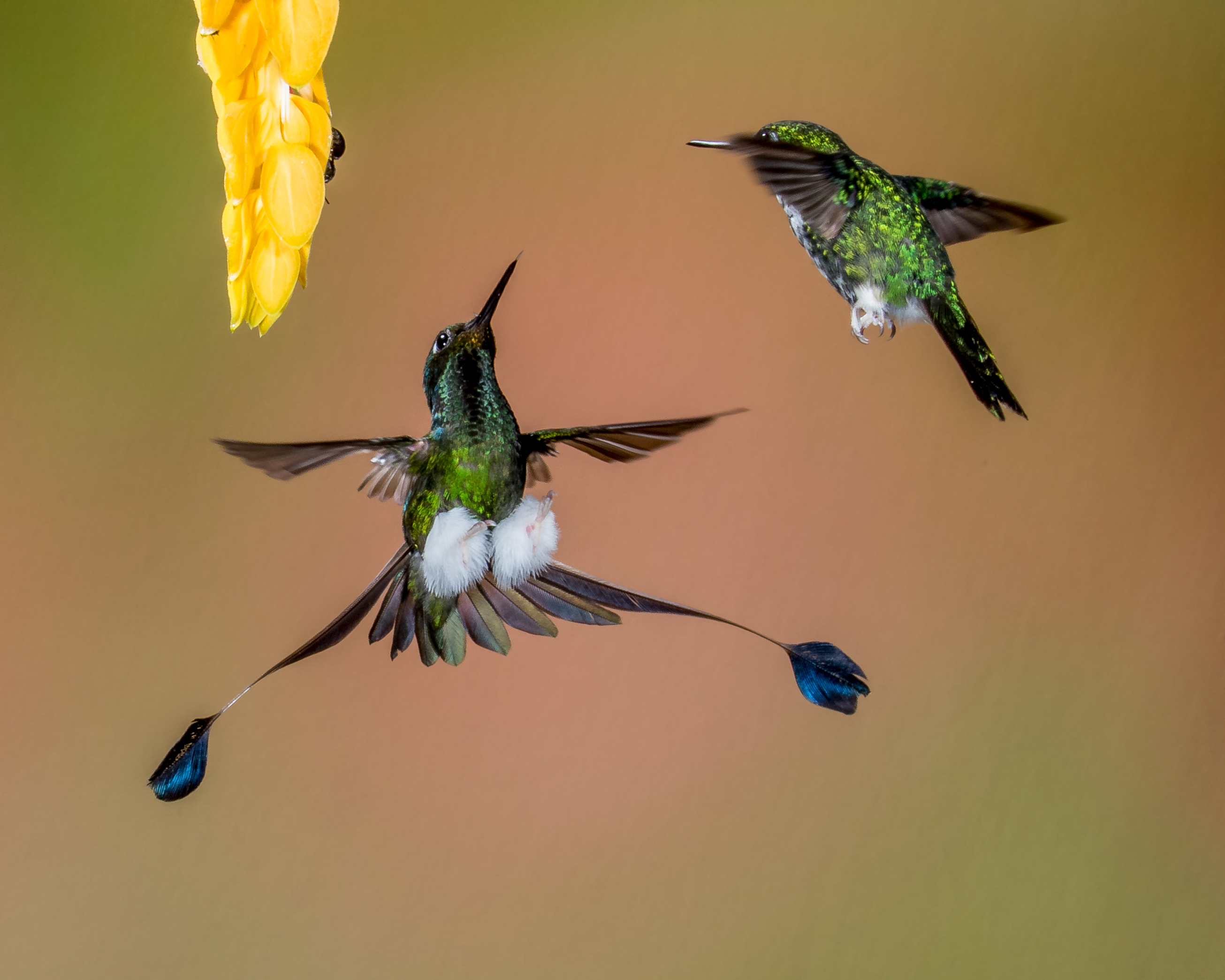
Пара віхтьохвостих колібрі-пухоногів

Довжина самців становить 11-15 см, враховуючи хвіст довжиною 7-8,5 см, вага 2,5-2,7 г. Довжина самиць становить 7,6-9 см, враховуючи хвіст довжиною 3,5 см, вага 2,6-3,2 г. Самці мають переважно зелене, блискуче забарвлення, на горлі у них райдужна зелена пляма, за очима білі плямки. Лапи покриті білим пуховим пір'ям. Крайні стернові пера видовжені, мають голі стрижні, на кінці у них є "прапорці". Дзьоб короткий, прямий, темно-сірий, довжиною 13 мм. Самиці мають менш яскраве забарвлення, райдужний відблиск в їх оперенні відсутній. Горло і нижня частина тіла у них білі, поцятковані зеленими плямами.
Самці різних підвидів відрізняються за формою і відтінком "прапорців" на хвості, а самиці відрізняються за плямистістю нижньої частини тіла. У самців підвиду O. u. polystictus кінчики хвоста синювато-чорні, оовальної форми, у самиць горло і живіт сильно смугасті. У самців підвидів O. u. discifer і O. u. underwoodii кінчики хвоста синювато-чорні або біоюзово-чорні, у самиць цих підвидів горло і живіт помірно поцятковані плямками, у самиць підвиду O. u. discifer плямки більш дрібні. У самців підвиду O. u. incommodus кінчики хвоста синювато-чорні, овальної форми, у самиць горло і груди помірно або слабо плямисті. У самців підвиду O. u. melanantherus кінчики хвоста синювато-чорні, овальної форми або круглі, у самиць цього підвиду плямки на нижній частині тіла відсутні.

## Підвиди
Виділяють п'ять підвидів:
- O. u. polystictus Todd, 1942 — Прибережний хребет на півночі Венесуели (від Карабобо до Міранди);
- O. u. discifer (Heine, 1863) — гори Сьєрра-де-Періха на кордоні Колумбії і Венесуели, гори Кордильєра-де-Мерида на заході Венесуели, гори Східного хребта Колумбійських Анд на північному сході країни;
- O. u. underwoodii (Lesson, RP, 1832) — Східний хребет Колумбійських Анд;
- O. u. incommodus (Kleinschmidt, 1943) — Західний і Центральний хребти Колумбійських Анд;
- O. u. melanantherus (Jardine, 1851) — західні схили Анд на південному заході Колумбії (Нариньйо) і в Еквадорі.

Перуанські і болівійські колібрі-пухоноги раніше вважалися конспецифічним з віхтьохвостим колібрі-пухоногом, однак були визнані окремими видами.

## Поширення і екологія
Віхтьохвості колібрі-пухоноги мешкають у Венесуелі, Колумбії і Еквадорі. Вони живуть у вологих гірських тропічних лісах, на узліссях та у відкритих вторинних лісах. Зустрічаються переважно на висоті від 1600 до 2200 м над рівнем моря, місцями на висоті від 600 до 4000 м над рівнем моря. Під час негніздового періоду птахи здійснюють висотні міграції.
Віхтьохвості колібрі-пухоноги живляться нектаром різноманітних квітучих рослин, зокрема з родів Palicourea, Clusia, Inga і Cavendishia, яких шукають на висоті від 6 до 18 м над землею, а також дрібними безхребетними, яких ловлять в польоті. Гніздування відбувається протягом всього року, в Колумбії переважно з січня по квітень. Гніздо невелике, чашоподібне, робиться з рослинних волокон і лишайників, розміщується на горизонтальній гілці, на висоті 6 м над землею. В кладці 2 яйця. Інкубаційний період триває 16-17 днів, пташенята покидають гніздо через 19-22 дні після вилуплення.